# 银色美丽海葵
银色美丽海葵（学名：Calliactis argentacoloratus）为链索海葵科美丽海葵属的动物。在中国，分布于南海西沙群岛等。